# دراجون فلاي
دراجون فلاي  هو مشروع لمحرك بحث على الإنترنت تطوره جوجل، يهدف إلى الامتثال لقواعد الرقابة التي تفرضها الحكومة الصينية. أشارت تقارير إلى أن محرك البحث يربط بين استعلامات البحث التي يطلبها المستخدمون وأرقام هواتفهم، ويحجب عددًا من مواقع الإنترنت مثل ويكيبيديا، ويحجب محتويات متعلقة بحرية الرأي والتعبير والدين وحقوق الإنسان.
استقال أحد باحثي جوجل من الشركة احتجاجًا على هذا المشروع، وأرسل أكثر من 1400 عاملًا بالشركة رسالة إلى الإدارة مطالبين بالمزيد من الشفافية بخصوص هذا المشروع.
دعا نائب الرئيس الأمريكي مايك بنس شركة جوجل إلى التخلي عن دراجون فلاي، مشيرًا إلى أن هذا البرنامج سيعزز رقابة الحكومة الصينية ويقود حرية المستخدمين الصينيين.

## استشهادات
1. ↑  "البيت الأبيض ينتقد جوجل بسبب مشروع Dragonfly". البوابة العربية للأخبار التقنية. 11 أكتوبر 2018. مؤرشف من الأصل في 2019-03-27. اطلع عليه بتاريخ 2018-10-11.